# Tupolew Tu-91
Die Tupolew Tu-91 (russisch Туполев Ту-91, NATO-Codename Boot) war ein sowjetisches Marineflugzeug. Sie wurde Anfang der 1950er-Jahre für den Einsatz auf Flugzeugträgern entwickelt.

## Entwicklung
Die Konstruktionsarbeiten begannen 1950 aufgrund der Ausarbeitungsphase für ein sowjetisches Trägerbauprogramm unter der Projektbezeichnung 507. Tupolews OKB war für diese Aufgabe ausgewählt worden, weil alle anderen Büros bereits mit anderen Aufgaben ausgelastet waren.
Mit Hilfe von Mitarbeitern aus dem zwischenzeitlich aufgelösten OKB Suchoi entstand ein freitragender Tiefdecker mit vollständig einziehbarem Bugradfahrwerk und an der Hinterkante leicht negativ gepfeilten Tragflächen. Die verwendete TW-2M-Turbine trieb zwei gegenläufige Dreiblattpropeller an. Der Rumpf hatte eine spindelförmige Form, weshalb das Flugzeug auch die Beinamen Byk (Бык, Bulle) oder Botschka (Бочка, Tonne) bekam. Im Zug der Entwicklung der Tu-91 wurde ein Tu-4-Bomber für die Erprobung des Antriebes der Tu-91 verwendet. Bei der Tu-4 wurde der innere rechte Antrieb durch einen fast kompletten Tu-91-Rumpf mit dem gegenläufigen Turbopropantrieb ersetzt.
Der Erstflug fand am 17. Mai 1955 mit D. Sjusin am Steuer statt. Im Laufe der Erprobung erhielt die Tu-91 an jeder Tragfläche einen Grenzschichtzaun, an den sich an der Tragflächenunterseite eine Außenlast-Waffenstation anschloss. Die Tu-91 hatte je eine Bordkanone Afanasjew-Makarow AM-23 in der Tragflächenwurzel und eine ferngesteuerte Heckkanone vom gleichen Waffentyp. Das Cockpit wurde mit Stahl und Aluminiumplatten sowie kugelsicherem Glas besonders gegen Beschuss geschützt.
Die Tu-91 wurde nicht in Serie gebaut, da das Trägerbauprogramm sich schließlich über viele Jahre hinweg nur auf den Bau von U-Jagd-Kreuzern beschränkte. Auf Anordnung von Nikita Chruschtschow wurde die einzige fertig gebaute Tu-91 und ein fast fertig gestelltes zweites Exemplar verschrottet. Damit ereilte die Tu-91, die sich immer mehr in Richtung eines Schlachtflugzeug entwickelte, dasselbe Schicksal wie die Il-40. Das zweite Exemplar enthielt bereits Verbesserungen, die aus der Flugerprobung der ersten Maschine resultierten, sowie ein vergrößertes Cockpit. Die Produktion sollte in der Fabrik Nr. 31 in Tbilissi (Georgien) erfolgen.
Neben den Aufgaben zur Bekämpfung von Boden- und Seezielen waren Versionen zur U-Boot-Bekämpfung und für elektronische Gegenmaßnahmen (ECM) geplant. Mit Beginn des Vietnamkrieges wurde ersichtlich, dass ein Bedarf für diese Flugzeugklasse besteht, dies führte in den USA zur Entwicklung der Northrop YA-9 und Fairchild-Republic A-10, in der Sowjetunion wurde auf der Basis der Il-40 die Il-102 sowie die Suchoi Su-25 für diese Aufgabe entwickelt. Im Gegensatz zur Il-40 wurde eine Weiterentwicklung der Tu-91 nicht in Betracht gezogen.

## Technische Daten
| Kenngröße             | Daten                                                                    |
| --------------------- | ------------------------------------------------------------------------ |
| Hersteller            | OKB Tupolew                                                              |
| Baujahr               | 1955                                                                     |
| Besatzung             | 2                                                                        |
| Länge                 | 17,70 m                                                                  |
| Spannweite            | 16,35 m                                                                  |
| Höhe                  | 5,06 m                                                                   |
| Flügelfläche          | 47,48 m²                                                                 |
| Flügelstreckung       | 5,6                                                                      |
| Leermasse             | ca. 8.000 kg                                                             |
| Startmasse            | 14.400 kg                                                                |
| Antrieb               | ein PTL Kusnezow TW-2M mit 5.709 kW (7.762 PS)                           |
| Höchstgeschwindigkeit | 800& km/h ohne Zuladung                                                  |
| Marschgeschwindigkeit | 650 km/h                                                                 |
| Dienstgipfelhöhe      | 8.000 m                                                                  |
| Reichweite            | 2.400 km                                                                 |
| Start-/Landestrecke   | 518 m mit normaler Zuladung / 438–652 m                                  |
| Bewaffnung            | je eine 23-mm-MK NR-23 in den Tragflächen ein 12,7-mm-MG SchKAS im Rumpf |
| Bombenlast            | 1.500 kg unter dem Rumpf und an den Außenstationen                       |